# フォノンドラッグ効果
フォノンドラッグ効果（フォノンドラッグこうか）とは、フォノンが温度勾配のある電気伝導体内で熱流を運ぶ現象。音響電気効果の一種であり、ゼーベック効果やペルティエ効果を引き起こす。低温の半導体では強く発生するが、金属の場合は自由電子による効果が卓越しフォノンドラッグ効果は目立たない。その大きさはフォノンの運動量の寿命に比例し、温度と電子移動度に反比例する。